# Glaphyra gracilis
Glaphyra gracilis là một loài bọ cánh cứng trong họ Cerambycidae.